# Виборчі округи України

Мапа виборчих округів України

Виборчі округи України (також одномандатні мажоритарні виборчі округи) — територіальні одиниці організації виборів та парламентського представництва в Україні. Зазвичай виборчі округи охоплюють декілька районів області чи АРК, або місто середнього розміру, або частину великого міста. Складаються із виборчих дільниць (зазвичай близько сотні в кожному окрузі), які є територіальними одиницями організації виборів на рівень нижче за округ, і які мають розмір декількох громад чи сільрад в сільській місцевості або декількох кварталів у містах.
Оскільки в Україні діє змішана виборча система для виборів народних депутатів, до Верховної Ради України обирають 225 депутатів за пропорційною виборчою системою (партійні списки) та 225 за мажоритарною виборчою системою. Для пропорційної системи для кожної партії підраховується кількість голосів відданих за неї в усій державі, далі між партіями які подолали 5%-ий бар'єр розподіляються 225 мандатів пропорційно до кількості отриманих ними голосів. Для мажоритарної системи кожен виборчий округ обирає серед декількох кандидатів одного свого представника в парламенті. Через те, що в одномандатних мажоритарних виборчих округах обирається рівно половина складу Верховної Ради, тобто 225 депутатів, утворено саме 225 виборчих округів (не враховуючи Закордонний виборчий округ).
На президентських виборах та для партійних списків на парламентських виборах, виборчі округи є проміжними ланками агрегації результатів підрахунку голосів. Дільничні виборчі комісії після підрахунку бюлетенів встановлюють результати голосування на своїх виборчих дільницях. Після цього окружні виборчі комісії встановлюють результати голосування в межах своїх виборчих округів, шляхом підсумовування результатів із виборчих дільниць, що входять до округу. Далі Центральна виборча комісія підсумовує результати всіх виборчих округів, включно із закордонним, щоб встановити остаточні результати голосування. Крім власне підрахунку результатів виборів в межах округу, окружні виборчі комісії також займаються багатьма іншими організаційними питаннями в межах своїх округів, в тому числі затверджують персональний склад дільничних виборчих комісій.
Для мажоритарної частини парламентських виборів, виборчі округи є територіальними одиницями парламентського представництва. Кожен виборчий округ, крім закордонного, має свого депутата-мажоритарника, який у Верховній Раді України представляє виборчий округ, захищає інтереси виборців, які в ньому проживають, та несе політичну відповідальність перед ними.
Внаслідок російської збройної агресії проти України з 2014 року вибори не проводяться на всіх виборчих округах Автономної Республіки Крим та міста Севастополь (округи 1-10, 224 і 225), на деяких округах Донецької та Луганської областей повністю (округи 41-44, 53-56, 61, 104 і 108-111) або частково (округи 45, 46, 51, 52, 59, 60, 105-107 і 112-114). Внаслідок цього у 8-му та 9-му скликаннях ВРУ були і є вакантні місця, які мали би займати депутати-мажоритарники з округів в Криму та на Донбасі, які зараз є окупованими.

## Утворення округів
В сучасному вигляді округи були утворені 28 квітня 2012 постановою ЦВК №82 (до цього моменту існувала інша система виборчих округів). Початково вони призначались лише для парламентських виборів, але в 2019 вони були застосовані і для президентських виборів. При цьому на президентських виборах 2014 року застосовувалась інша система виборчих округів. Діюча система виборчих округів в теорії може застосовуватись і для всеукраїнських референдумів, але на практиці референдуми в Україні не проводились з 2000 року. Діюча система виборчих округів застосовувалась на парламентських виборах 2012 року, парламентських виборах 2014 року, президентських виборах 2019 року та на парламентських виборах 2019 року.
Виборчі округи утворювались так, щоб виборці були розподілені між ними якомога рівномірніше. Закон встановлює що відхилення кількості виборців на окрузі від середнього значення по країні не має перевищувати 12%. На момент утворення округів в 2012 році це середнє значення складало 161 125 виборців. Також закон містить вимогу що виборчий округ має знаходитись в межах однієї адміністративної одиниці першого рівня (області, міста Києва чи Севастополя, АРК), тобто не допускається щоб частина округу була в одній області, а частина в іншій. Крім того, території на яких компактно проживають національні меншини та які межують між собою, повинні входити до одного виборчого округу. Посилаючись на цю норму, угорська національна меншина на Закарпатті вимагає відновлення Притисянського виборчого округу, який існував до 2012 року, але в 2012 році угорці були розділені між 73-м, 68-м та 69-м округами, де вони тепер складають меншість, що позбавило їх можливості обирати свого депутата до Верховної Ради. Вони щоразу отримували відмову, тому Товариство угорської культури Закарпаття з 2014 погрожує подати проти України позов до ЄСПЛ за відмову у створенні виборчого округу, який би включав території компактного проживання етнічних угорців.

## Закордонний виборчий округ

Закордонні виборчі дільниці в Закордонному виборчому окрузі

Закордонний виборчий округ є округом, який об'єднує виборчі дільниці, що розташовані за межами території України, і складається із приміщень для голосування в посольствах та консульствах України та приміщень на військових базах за кордоном, на яких перебувають українські миротворчі контингенти. Закордонні виборчі дільниці, на відміну від звичайних які охоплють декілька районів в Україні, мають значно більші розміри, вони охоплюють цілі держави чи їх частини, а то й частини континентів. На Закордонному виборчому окрузі голосують громадяни України, які на день виборів перебувають чи проживають за кордоном. ЗВО має багато відмінностей від звичайних округів на території України. Фундаментальною відмінністю є те, що ЗВО лише агрегує голоси виборців, які голосували за кордоном, і не має функції парламентського представництва, оскільки в ньому депутата-мажоритарника не обирають, а голосують лише за партійні списки. Також на цьому окрузі нема окружної виборчої комісії, її роль виконує Центральна виборча комісія. Станом на 31 березня 2019 року до списків виборців на ЗВО було внесено 552 357 виборців.

## Список
- округ повністю окуповано
     - округ частково окуповано
Шаблон:Виборчі округи України-таблиця

## Мапа
Шаблон:Мапа виборчих округів України